# Poppenbüll
Poppenbüll is een gemeente in de Duitse deelstaat Sleeswijk-Holstein, en maakt deel uit van de Kreis Noord-Friesland.
Poppenbüll telt 229 inwoners.